# Constituição de Pernambuco
A Constituição do Estado de Pernambuco foi promulgada pela Assembleia Legislativa, com poderes de Assembleia Constituinte Estadual, no dia 5 de outubro de 1989.

## Preâmbulo
| “ | Nós, representantes do povo pernambucano, reunidos sob a proteção de Deus, em Assembleia Estadual Constituinte, tendo presentes as lições de civismo e solidariedade humana do seu patrono Joaquim Nabuco, reconfirmamos a Decisão de preservar os exemplos de pioneirismo e as tradições libertárias desta terra, ao reafirmarmos guardar fidelidade à Constituição da República Federativa do Brasil, em igual consonância ao permanente serviço a que Pernambuco se dedicou, de respeito e valorização da nacionalidade e reiteramos o compromisso de contribuição na busca da igualdade entre os cidadãos, da acessibilidade aos bens espirituais e materiais, da intocabilidade da democracia, tudo por promover uma sociedade justa, livre e solidária, ao decretarmos e promulgarmos a seguinte Constituição do Estado de Pernambuco. | ” |

## Corpo
O texto  da constituição pernambucana tem uma literatura composta por 254 artigos e o Atos das Disposições Constitucionais Transitórias têm 64 artigos.

## Primeira emenda
A emenda numero um ao texto constitucional foi promulgada pela Assembleia Legislativa no dia 28 de fevereiro de 1992.

## Membros signatários
A Constituição teve como signatários os membros da Assembleia Estadual Constituinte promulgante:
- João Ferreira Lima Filho – Presidente
- Felipe Coelho - 1º Vice- Presidente
- Carlos Adilson Pinto Lapa - 2º Vice-Presidente
- José Humberto Lacerda Barradas - 1º Secretário
- José Geraldo da Mota Barbosa - 2º Secretário
- Gilvan Coriolano da Silva - 3º Secretário
- Manoel Ferreira da Silva - 4º Secretário
- Marcus Antônio Soares da Cunha[3] – Relator, Adolfo José da Silva, Álvaro Silva Riberio, Antonio Mariano de Brito, Argemiro Pereira de Menezes, Arthur Correia de Oliveira, Carlos Porto de Barros, Carlos Roberto Guerra Fontes, Clodoaldo da Silva Torres, Eduardo Gomes de Araújo, Fausto Valença de Freitas, Garibaldi Bezerra Gurgel, Geraldo Pinho Alves Filho, Geraldo de Souza Coelho, Henrique José Queiroz Costa, Inaldo Ivo Lima, João Lira Filho, João Ramos Coelho, Joel de Holanda Cordeiro, José Aglailson Querálvares, José Antonio Liberato, José Áureo Rodrigues Da Silva, José Cardoso da Silva, José Ferreira de Amorim, José Humberto de Moura Cavalcanti Filho, José Mendonça Filho, Luiz Epaminondas Filho, Manoel Alves de Souza, Manoel Tenório Luna, Marcantonio Dourado, Maria Lúcia Heráclio de Souza Lima, Maviael Francisco de Moraes Cavalcanti, Murilo Carneiro Leão Paraíso[4], Newton D'Emery Carneiro, Osvaldo Rabelo, Paulo Pessoa Guerra Filho, Ranilson Brandão Ramos, Roldão Joaquim dos Santos, Severino José Cavalcanti Ferreira, Valdemar Clementino Ramos, Vanildo de Oliveira Ayresital Cavalcanti Novaes.[1]

- Deixaram de assinar, por se encontrarem licenciados, os Deputados:

Pedro Eurico de Barros e Silva, Severino Almeida Filho, Fernando Antonio Carvalho Ribeiro Pessoa, Severino Sérgio Estelita Guerra, Manoel Ramos de Almeida.
- Participantes[nota 2]:

Ademir Barbosa da Cunha, Francisco Cintra Galvão, Ivo Tinô do Amaral

## Histórico das constituições de Pernambuco
A primeira constituição política do estado foi promulgada em 17 de junho de 1891 e, a exemplo de outros estados, a época, o legislativo era bicameral: a Câmara dos Deputados e o Senado do Estado de Pernambuco. De acordo com o artigo 4º da mesma,  a Câmara dos Deputados seria composta por 30 membros e o Senado Estadual por 15.
O estado também precisou adotar constituições para acompanhar as Constituições Federais:
- Constituição Política do Estado de Pernambuco de 1891, promulgada em 17 de junho de 1891.
- Constituição do Estado de Pernambuco de 1935
- Constituição do Estado de Pernambuco de 1947
- Constituição do Estado de Pernambuco de 1967